# Source Han Serif
Source Han Serif, es una tipografía serif lanzada por Adobe en 2017. Pretende cubrir las necesidades tipográficas de los idiomas chino (tradicional y simplificado), japonés y coreano. 

## Diseño
Source Han Serif nace como un complemento para Source Serif Pro, familia diseñada por Frank Grießhammer y que Adobe había lanzado en 2014. De ahí que los caracteres latinos y los números provengan de esta fuente, mientras que el resto de los caracteres chinos, japoneses y coreanos (o CJK, por la sigla en inglés) fueron diseñados por equipos distintos. 
Los caracteres chinos (tanto simplificados como tradicionales), japoneses y coreanos fueron trabajo de Changzhou SinoType Co., Ltd., Iwata Corporation y Sandoll Communications Inc.
De forma aparte, los caracteres kana del japonés fueron diseñados por Ryōko Nishizuka, jefa de diseño tipográfico en Adobe Tokio. Adicionalmente, Ken Lunde, ingeniero de Adobe para las lenguas de Asia Oriental, se encargó del trabajo técnico, de la asignación Unicode y de la consolidación de los glifos.

## Lanzamiento de la fuente
El trabajo del diseño para la familia Source Han Serif comenzó a finales del 2014, con 6 prelanzamientos entre el 2015 y el 2017, año en que fue finalmente lanzada para el público general.
La familia incluye siete pesos o fuentes: extrafino (100), ligero (200), regular (300), mediano (400), seminegrita (500), negrita (700) y extranegra (900). La familia contiene 65 535 glifos en total. 

## Noto Serif CJK (2017)
El lanzamiento de Source Han Serif se hizo de forma simultánea al de otra familia tipográfica, Noto Serif CJK, lanzada a través del servicio Google Fonts como parte del proyecto Noto. Durante el desarrollo de Source Han Serif, un equipo de Google se involucró para brindar asesoría técnica y financiera. Ambas tipografías son técnicamente idénticas, aunque se distribuyen como marcas distintas y con algunas diferencias mínimas.

## Otras fuentes derivadas
- Gen'ei Koburi Mincho (源暎こぶり明朝). Fuente tipográfica basada en Source Han Serif JP Regular y en Linux Libertine Regular. Los cambios en esta tipografía incluyen: caracteres kana reducidos en tamaño, alteración en los remates, rediseño de los caracteres latinos y reducción del tamaño de los kanji.
- GenYoMin (源樣明體 /源様明朝) . Es otra versión de Source Han Serif, pero con ideogramas idénticos a un diseño tipográfico chino clásico antes de la Forma Estándar de Caracteres Nacionales del Ministerio de Educación de la República de China (Taiwán). Existen otras variantes de este mismo rediseño: GenRyuMin (源流明體/源流明朝) y  GenWanMin (源雲明體/源雲明朝).